# Eiríkur Örn Norðdahl
Eiríkur Örn Norðdahl (Reykjavík, 1 de juliol de 1978) és un escriptor, traductor i poeta islandès, considerat un dels grans poetes internacionals d'avantguarda i un dels narradors islandesos més destacats de la seva generació.
L'alteritat i el concepte d'estrangeria, base de la xenofòbia que assetja el món actual, és un dels nuclis de la seva obra poètica i narrativa, de marcat component social i experimental. La seva poesia cerca l'impacte i la transgressió a través de metodologies experimentals com ara la tècnica dels retalls, la traducció software, el googleig o la poesia flarf.

## Biografia
Tot i que nascut a Reykjavík, Eiríkur Örn es va criar a Ísafjörður. Segons l'autor, va decidir convertir-se en escriptor l'any 2000, malgrat que sovint va haver de fer d'altres feines per a obtenir ingressos, havent experimentat períodes de dificultats considerables. Va viure a Berlín entre els anys 2002 i 2004 i, durant els deu anys següents, a diverses ciutats del nord d'Europa com Hèlsinki (2006-2009) o Oulu (2009-2011).
El 2004, Eiríkur Örn va ser membre fundador del col·lectiu de poesia d'avantguarda islandès Nýhil, el qual va organitzar accions i publicacions de poesia, i va destacar per la seva crítica social, per la seva vocació internacional i per haver estat un dels importants focus de pensament crític d'esquerres entorn del qual es van forjar moviments com la famosa Revolució de les Cassoles dels anys 2008 i 2009. També va ser un destacat col·laborador de The Vinekjavík Grapevine entre 2009 i 2011. Eiríkur Örn està casat i el seu primer fill va néixer el 2009.

## Premis
El 2008, Eiríkur Örn va rebre el Premi Islandès de Traducció per la traducció de la novel·la de Jonathan Lethem, Motherless Brooklyn. La seva poesia-animació Höpöhöpö Böks va rebre una Menció Honorífica el 2010 al Zebra Poetry Film Festival de Berlín.
El 2012, va guanyar el Premi de Literatura d'Islàndia en la categoria de ficció o poesia, el Premi Llibreries, el Premi Transfuge a la millor novel·la escandinava i el Médicis Estranger per la seva novel·la Illska.

## Escriptura

### Poesia
Eiríkur Örn és conegut internacionalment per la seva poesia, de la qual gran part és poesia fonètica o multimèdia, i ha estat traduïda a diversos idiomes:
- Óratorrek: Ljóð um samfélagsleg málefni (Reykjavík: Mál og menning, 2017)
- Plokkfiskbókin (Reykjavík : Mál og menning, 2016)
- Hnefi eða vitstola orð, Mál & menning, 2013
- IWF! IWF! OMG! OMG!, a collection of poems translated into German by Jón Bjarni Atlason and Alexander Sitzmann
- Ú á fasismann - og fleiri ljóð, Mál & menning, 2008
- Þjónn, það er Fönix í öskubakkanum mínum, Nýhil, 2007
- Handsprengja í morgunsárið, with Ingólfi Gíslasyni, Nýhil, 2007
- Blandarabrandarar, Nýhil, 2005
- Nihil Obstat, Nýhil, 2003
- Heimsendapestir, Nýhil, 2002
- Heilagt stríð: runnið undan rifjum drykkjumanna, self-published, 2001

### Novel·les
A Islàndia és més conegut per les seves novel·les:
- Hans Blær, Mál og Menning, 2018
- Heimska, Mál og Menning, 2015
- Illska, Mál & menning, 2012[10]
- Gæska, Mál & menning, 2009
- Eitur fyrir byrjendur, Nýhil, 2006
- Hugsjónadruslan, Mál & menning, 2004

### Traduccions
- Hvítsvíta, d'Athena Farrokhzad, Reykjavík : Mál og menning, 2016
- Erfðaskrá vélstúlkunnar, d'Ida Linde, Meðgönguljóð, 2014
- Friðlaus, de Lee Child, 2010
- Spádómar Nostradamusar, de Mario Reading, 2010
- Enron, de Lucy Prebble, 2010
- Í frjálsu falli, de Lee Child, 2009
- Maíkonungurinn - valin ljóð eftir Allen Ginsberg, Mál & menning, 2008
- Doktor Proktor og prumpuduftið, de Jo Nesbø, Forlagið, 2008
- Súkkulaði, de Joanne Harris, Uppheimar 2007
- 131.839 slög með bilum -ljóðaþýðingar, Ntamo, 2007
- Móðurlaus Brooklyn, de Jonathan Lethem, Bjartur, 2007
- Heljarþröm, d'Anthony Horowitz, Forlagið, 2007
- Eminem - ævisaga, d'Anthony Bozza, Tindur, 2006
- Heimskir hvítir karlar, de Michael Moore, Edda-Forlagið, 2003

### Assajos
- Booby, be Quiet!, Helsinki: Poesia, 2011
- Ást er þjófnaður, Perspired by Iceland/SLIS (Sumarbúðir LIsthneigðra Sósíalista), 2011

### Editor
- Eiríkur Örn és editor del webzine Starafugl
- Af steypu, amb Kári Páll Óskarsson, Nýhil, 2009
- Af ljóðum, Nýhil, 2005